# Мадагаскарска ветрушка
Мадагаскарската ветрушка (нютонова ветрушка) (Falco newtoni) е вид дневна граблива птица от семейство Соколови.

## Описание
Дребен сокол, достигащ 30 cm дължина на тялото. Дължината на крилото е 18—19,5 cm при мъжките и 18,8—20,3 cm при женските. Теглото на мъжките е 112—118 g, на женските може да надвиши 128 g.

## Разпространение
Разпространен е на островите Мадагаскар, Коморските и Сейшелските острови. Обитава савани, тревисти територии, влажни зони, обработваеми земи и населени места.

## Подвидове
F. n. aldabranus Gurney, 1863

F. n. newtoni Grote, 1928